# Јоргован фест
Јоргован фест се као фестивал цвећа, туризма, угоститељства и народних обичаја организује у Мирочу, насељеном месту на територији општине Мајданпек. Организатор манифестације МЗ Мироч.
Сваког 1. маја, у време цветања јоргована, као знак буђења пролећа, у програму учествују културно уметничка друштва из разних крајева Србије и признати уметници. Као фестивал народних обичаја који се бави очувањем етно баштине источне Србије, Јоргован фест има и такмичарски карактер јер организатор поред млађих и селекција одраслих KУД-ова, награђује вокалне и инструменталне солисте. 
Саставни део Јоргован феста су спортска такмичења у народном вишебоју: бацање потковице у циљ, скок из места трупачке, гађање буздованом, гађање јабуке стрелом и трчање на штулама, док завршницу програма чини избор Виле Мироча.